# Coscineuscelus uviferae
Coscineuscelus uviferae es una especie de coleóptero de la familia Attelabidae.

## Distribución geográfica
Habita en Haití y en la República Dominicana.